# Neptunbrunnen (Andernay)

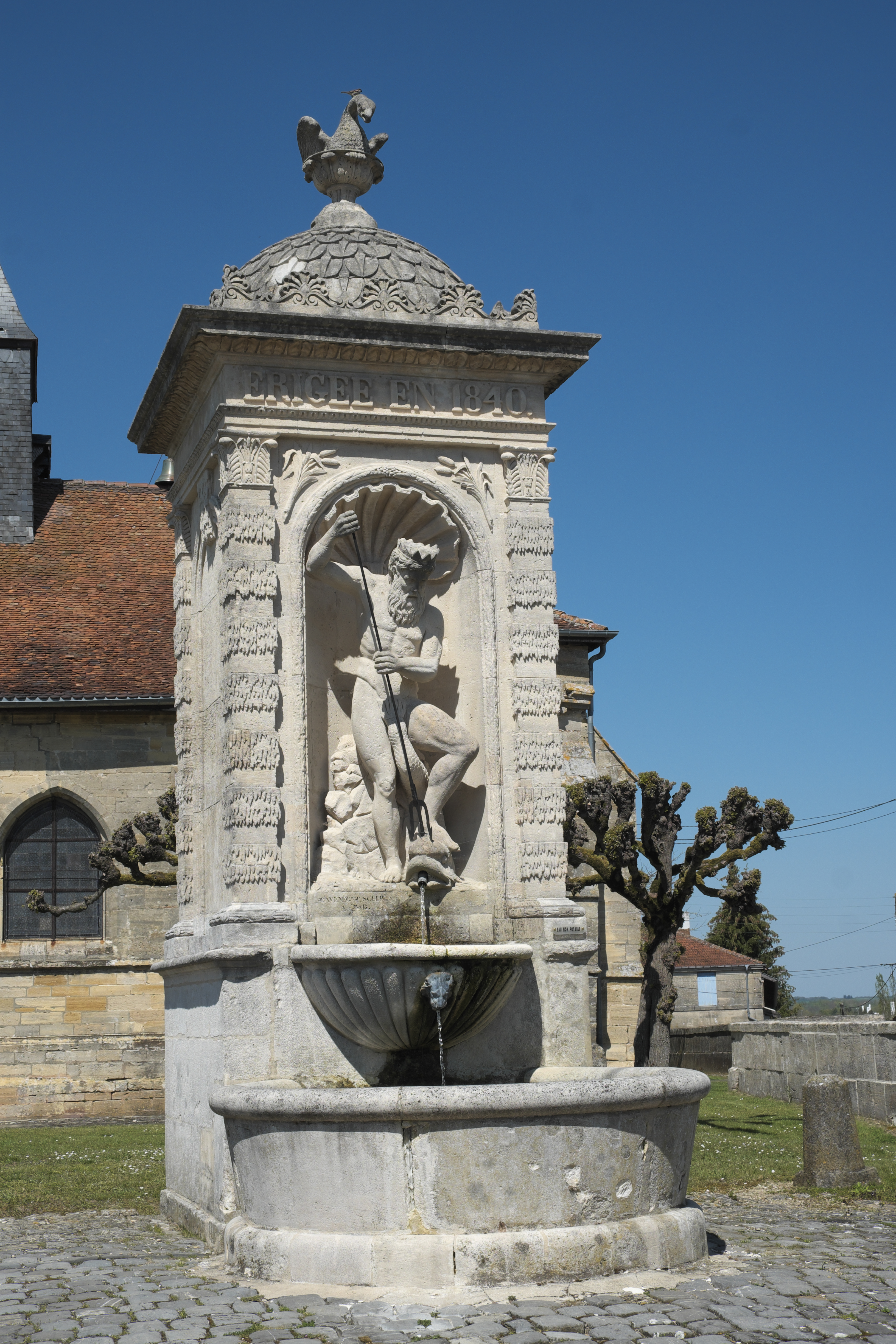
Neptunbrunnen in Andernay

Der Neptunbrunnen in Andernay, einer französischen Gemeinde im Département Meuse in der Region Grand Est, wurde 1840 errichtet. Der Brunnen an der Grande Rue, südlich der katholischen Kirche Mariä Himmelfahrt, steht seit 1994 als Monument historique auf der Liste der Baudenkmäler in Frankreich.
Der Brunnen aus Kalkstein wurde von dem Architekten Châron entworfen. Die Skulptur des römischen Gottes Neptun schuf der Bildhauer Jean-Joseph Caveneget (1806–1870), der aus der Region stammt.
Der Brunnen wurde lange Zeit mit Trinkwasser einer Quelle gespeist, da die Bewohner noch keine Wasserversorgung in ihren Häusern hatten. Das überschüssige Wasser wurde zum Waschhaus und zur Viehtränke geleitet.